# Phantom (Comic)

Logo der frühen Phantom-Comics

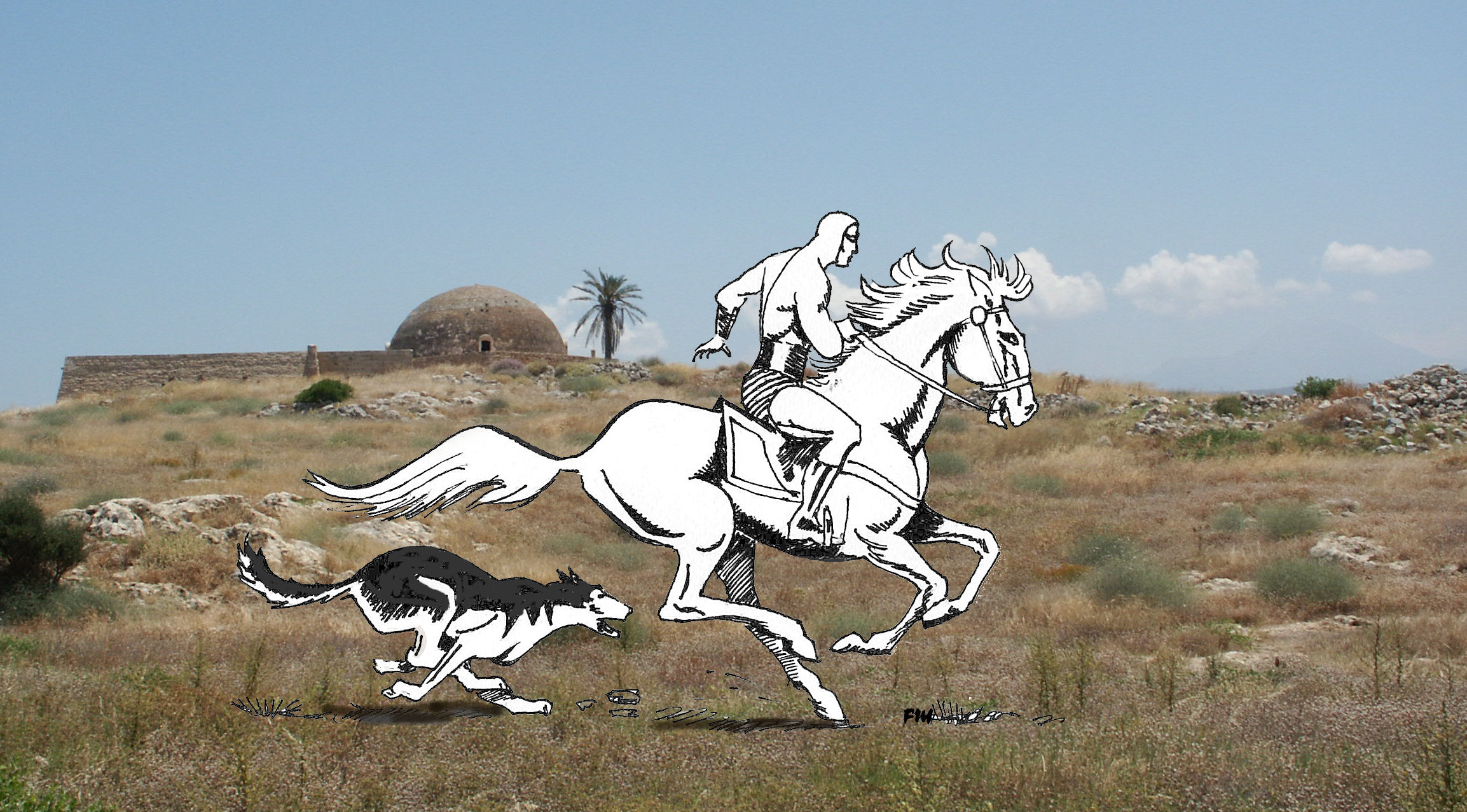
Phantom nach dem Zeichenstil von Seymour Barry

Das Phantom ist eine US-amerikanische Comic-Reihe, die vom Verlag King Features herausgegeben wurde. Im Mittelpunkt der Geschichten steht als Superheld das Phantom. Die Reihe wurde 1936 von Lee Falk (der auch den Comic Mandra, im amerikanischen Mandrake the Magician ersann) geschaffen und wird bis heute von verschiedenen Zeichnern und mit unterschiedlichen Ausprägungen fortgesetzt.

## Die Hauptfigur: das Phantom
Das Phantom lebt in einer Totenkopfhöhle im Dschungel unter Pygmäen. Der Superheld hilft der Dschungelpolizei, klärt international auf eigene Faust Ungerechtigkeiten und Verbrechen auf, hilft Privatleuten, die sich im Dschungel verirrt haben, verdreht (und wäscht) schönen Millionärstöchtern den Kopf und vieles mehr. Als Wandelnder Geist herrscht er scheinbar seit mehreren hundert Jahren im Dschungel. Es entstand so mit der Zeit der Eindruck eines unsterblichen Wesens, doch tatsächlich gab das erste Phantom, ein Schiffbrüchiger nach einem Piratenüberfall, die Rolle an die jeweiligen Söhne weiter. Das jetzige Phantom ist das 21. Mitglied dieser einmaligen Verbrecherbekämpfungsdynastie in direkter Linie. Nur die Bandaren, die Pygmäen, wissen um die wahre Natur dieses Geheimnisses.
Der durchtrainierte Held ohne die typischen Superkräfte, dennoch einer der ersten Comic-Superhelden, trägt ein dunkelviolettes Kostüm, eine schwarze Maske vor den Augen, zwei Selbstladepistolen vom Typ Colt M1911 im Gürtelholster und außerdem zwei prägnante Siegelringe. Der erste Ring mit Totenkopfsymbol dient zum Markieren von Bösewichten und Verbrechern per K.O.-Schlag. Der zweite Ring, mit einem vierfachen „P“ (wie Phantom) in Kreuzform, dient als Schutzsymbol für Helfer und Verbrechensopfer. Bei seinen Abenteuern, auch in „Zivil“ als Mr. Walker (mit Hut, Sonnenbrille, Halstuch und hochgeschlagenem Mantelkragen), hilft ihm sein Bergwolf Teufel (Devil), der ihm aufs Wort gehorcht.

## Wichtige Charaktere
- Kit Walker – Phantoms richtiger Name und auch Deckname für das in Zivil operierende Phantom auf Verbrecherjagd, gekennzeichnet durch sein Auftreten mit dunkler Brille, Hut und Mantel
- Devil (Wolf bzw. Teufel) – Phantoms treuer Wolfshund, immerwährender Begleiter und bestausgebildeter Helfer auf Verbrecherjagden
- Hero, sein schneller, majestätischer, weißer Hengst, für alle Dschungeleinsätze des Phantoms eintrainiert
- Rex, ein von Phantom aufgezogener blondhaariger Junge, später adoptiert und als verschollener Prinz von Baronkhan identifiziert
- Diana Palmer, früher Jugendliebe des Phantoms aus den USA, heute unter dem Doppelnamen Palmer-Walker Ehefrau des Phantoms und als UNO-Vertreterin in Bangalla tätig. Diana schenkte dem Phantom bereits zwei Kinder – Kit und Heloise.
- Dr. Lamanda Luaga, schwarzer Präsident von Bangalla, persönlicher Freund Phantoms
- die Dschungelpolizei von Bangalla, gegründet durch das erste Phantom aus übergetretenen Piraten, unter dem älteren Phantom unter Führung von Colonel William Weeks, heute unter Oberst Jonathan Worubu
- Die Singh-Bruderschaft, ein Jahrhunderte altes, gefährliches Piratensyndikat, das – obwohl mehrmals vom Phantom bezwungen – immer neue Verbrecherzweige ausbildet.
- Die Pygmäen – ein kleinwüchsiges Urwaldvolk, das das Phantom als den unsterblichen „Wandelnden Geist“ verehrt und seine Heimstätte im Dschungel mit ihren Giftpfeilen schützt
- Guran, Häuptling der Pygmäen, Jugendfreund des Phantoms, bewacht dessen Heimstätte „Schädelhöhle“ im Dschungel

## Ursprung der Story
Die Geschichte der Vorfahren des Phantoms und deren alte Geheimnisse finden sich in den von seinen Ahnen aufgezeichneten Chroniken, die in der Totenkopfhöhle aufbewahrt werden. So lassen sich für das jetzige Phantom die meisten Geheimnisse der Vergangenheit aufklären, die alten Erzählungen erhellen oftmals Rätsel und können eine hohe Bedeutung für den Kampf der Gegenwart haben. Im ersten Band der fast 500 Jahre alten Chronik erklärt sich auch der Ursprung der Phantom-Geschichte:
Am 17. Februar 1536 wurde ein britisches Handelsschiff vor der Küste von Bangalla von räuberischen Singh-Piraten überfallen. An Bord des britischen Schiffes befand sich der Kapitän Sir Christopher Standish, der als Schiffsjunge auf der Santa Maria mit Christoph Columbus nach Amerika gesegelt war. Die Piraten plünderten das Schiff aus und meuchelten den Kapitän samt seiner gesamten Besatzung nieder. Es gab nur einen Überlebenden des blutigen Massakers, nämlich den Sohn des Kapitäns, Kit Standish. Völlig entkräftet rettete sich dieser schwimmend an die nahe Küste eines verlassenen Landstrichs. Einheimische Pygmäen fanden ihn, brachten den Bewusstlosen in ihre verborgenen tiefen Wälder und pflegten ihn gesund. Nachdem Kit wieder zu Kräften gekommen war, suchte er den Strand seiner Tragödie auf, um Strandgut zu suchen. Er fand dabei die Leiche eines Korsaren, der anscheinend der Mörder seines Vaters war, er trug zudem Teile der Bekleidung des im Kampf gefallenen Vaters Christopher Standish. Von bitterem Hass und Rachegedanken erfüllt schwor Kit auf den Schädel des Mörders gnadenlose Vergeltung. Er gelobte allen Piraten und Verbrechern (ähnlich wie Bruce Wayne in Batman) ewige Feindschaft und stellte sein Leben in den Dienst derer Bekämpfung. Nachdem er als einziger Weißer bei den schwarzen Einheimischen bereits einen hohen Status einnahm, versuchte er sich deren Beistand durch seine „Unsterblichkeit“ zu versichern. Um die Eingeborenen darin zu bestärken, begann er sich vollständig zu maskieren und lebte folgend als „Wandelnder Geist“ in einer verborgenen Schädelhöhe in den tiefen Wäldern. Seine Nachkommen sollten ihm fortwährend folgen, er bereitete sie von Jugend an auf diese gefährliche Mission vor. Heute steht bereits die 21. Generation des Phantoms als „Kit Walker“ im Dienst eines gerechten Kampfes gegen jegliche Art von Kriminalität.

## Die künstlerischen Gestalter des Comics
Die Phantom-Stories erschienen ursprünglich als Comic-Strip Grey Ghost in mehreren amerikanischen Zeitungen. Das spätere prägnante Purpur-Rot des Kostüms entstand durch einen frühen Druckfehler.
Lee Falk, eigentlich Leon Harrison Gross (* 28. April 1911, † 13. März 1999), war der Schöpfer der Phantom-Story und schrieb am 17. Februar 1936 bis zu seinem Tod täglich Zeitungsstrips für das King Features Syndicate in New York City. Als Zeichner der Daily Storys standen ihm dabei Phil Davis (* 1906, † 1964) und Ray Moore zur Seite.
Raymond S. Moore (* 1905, † 13. Januar 1984) war der erste Künstler der Phantom -Strips von 1936 bis 1949, sein Zeichenstil war weich und kindhaft, ebenso der seines Nachfolgers Wilson McCoy (* 6. April 1902, † 20. Juli 1961), der ab 1949 bis zu seinem Tod 1961 die künstlerische Gestaltung der Daily Storys innehatte. McCoys letzte Arbeiten erschienen am 17. September 1961.
Bill Lignante (* 20. März 1925) übernahm seit 1. Oktober 1961 die künstlerische Gestaltung und schloss McCoys unfertige Storys „The Limper“ und „Queen Samaris“ bis Mai 1961 ab. Lignantes Namen erschien niemals auf den Strips, er arbeitete anonym und setzte den Zeichenstil McCoys, als dessen ehemaliger Mitarbeiter fort.
Seymour (Sy) Barry (* 12. März 1928 in New York City) wurde Nachfolger von Ray Moore und Wilson McCoy. Sy Barry war von 1961 bis 1994 33 Jahre lang zuständig für die Weiterführung der täglichen Daily Strips. Er war ein jüngerer Bruder des Comic-Zeichners Dan Barry und war sicherlich der bekannteste aller Phantomkünstler. Der Schöpfer Lee Falk mochte seinen Zeichenstil so sehr, dass er sich schnell entschied, die Comic-Strips zu modernisieren. Diese Periode brachte dem Comic den Höhepunkt seiner Popularität, Lee Falk und Sy Barrys Phantom Geschichten wurden von über 100 Millionen Menschen jeden Tag in Zeitungen oder in Comic-Heften gelesen. Die Geschichten wurden regelmäßig in Ländern wie Norwegen, Schweden, Dänemark, Finnland und Australien in Comic-Heften und auch in Hardcover-Sammlungen veröffentlicht. Im Laufe der Jahre versammelte Barry zahlreiche andere Mitarbeiter um sich, wie Frank Giacoia, Alex Toth, Don Heck, Bob Forgione, Andre Leblanc oder Frank Springer.
Barry zog sich im Jahr 1994 langsam ins Privatleben zurück und übergab seinen langjährigen Assistenten George Olesen (* 6. Dezember 1924, † 15. Oktober 2013) die Weiterführung der Daily Stories, dieser wurde dabei von seinem Mitarbeiter Keith Williams (* 1957) unterstützt.
Zwischen September 1994 und März 1995 unterzeichnete keiner der neuen Künstler des Daily-Strips seine Zeichnungen und es kam zu einem eher nachteiligen Stilbruch in der Zeichengestaltung. Nach dem Tod des Schöpfers Lee Falks am 13. März 1999 schloss seine Frau Elizabeth Falk die damals noch unfertige Phantom Story ab, bis August 2000 zeichnete Graham Nolan (geboren am 12. März 1962) am Sonntag den täglichen Phantom Strip. Die nachfolgenden Geschichten wurden von den neuen Phantomautoren Tony De Paul und Claes Reimerthi geschrieben und von George Olesen und Fred Fredericks noch bis 2005 künstlerisch gestaltet.
Am 31. Januar 2005 übernahm der Zeichner Paul Ryan (* 23. September 1949, † 6. März 2016) die tägliche Arbeit am Comic-Strip.
Ryans gradliniger, naturalistischer Zeichenstil wertete die durch seine Vorgänger stark geminderte Qualität der Arbeiten wieder auf. Nachdem Ryan die zusätzliche Gestaltung der Sunday-Strips zeitmäßig zu sehr überlastete, übernahm ab 29. Januar 2012 Terry Beatty (* 11. Januar 1958) diese Aufgabe. Nach dem überraschenden Tod von Ryan wiesen sowohl die Gestaltung der Daily- wie besonders die Sunday-Strips künstlerische Mängel auf. Der gegenwärtige Zeichner Mike Manley übernahm die Gestaltung der noch von Tony De Paul geschriebenen Daily Storys, während seit Mai 2017 Jeff Weigel die Sunday Stories wieder souverän ausführt.
Vom 13. Juni bis 8. August 2022 erstellten Bret Blevins und Scott Cohn anstelle des mit Gesundheitsproblemen kämpfenden Mike Manley den täglichen Comicstrip.

## Phantom-Publikationen anderer Verlage
Die Gold Key Comics veröffentlichte von 1962 bis 1966 17 Phantom Publikationen die dann von King Comics und schließlich 1969 von Charlton Comics übernommen wurden. Als Hauptzeichner fungierten hier Bill Lignante, Jim Aparo, Patrick Boyette und Don Newton. Die Phantom Serie wurde bis 1977 fortgesetzt und endete mit der Ausgabe Nr. 74.
In Deutschland veröffentlichte 1949 die Hamburger Morgenpost die ersten Comics-Strips und führte folgend langjährig eine ganze Seite mit Comics. Im Januar 1951 veröffentlichte auch die Frankfurter Nachtausgabe Phantom-Strips. In Österreich erschienen tägliche Phantom-Strips zwischen 1977 und 1990 in der Kronen-Zeitung. Im April 1952 gab der Aller Verlag das erste Phantom-Heft heraus. In anderen Ländern wurden zum Teil andere Farben verwendet, wie Blau in Schweden, Rot in Italien und der Türkei (als „Kizilmaske“), Braun in Australien. Im Ausland erschienen auch Alben und sogar geschriebene Bücher, allerdings mit wenig Erfolg.
Ab 1974 gab der Martin Kelter Verlag mehrere Phantom-Taschenbücher in seiner Kelter-Abenteuer-Serie heraus. Im deutschen Bastei-Verlag erschienen ab 1974 großformatige Comic-Hefte im zweifarbigen Druck, Schwarz und Rot auf weißem Papier, heute bei Comics bereits eine seltene, doch damals – drucktechnisch bedingt – eine ideale Produktionsform. Daneben gab der Bastei Verlag eine Phantom-Taschenbuch und Phantom-Spezial Reihe heraus, die dann durchgehend vierfarbig herausgegeben wurden. 1984 wurde die großformatige Bastei-Reihe nach der Heftnummer 238 eingestellt. Neben den Stories des King Features Verlages wurden auch alle Phantom Stories des Charlton Comics übernommen.
Die italienische Fratelli Spada Edition brachte mit ihren Künstlern wie Germano Ferri, Umberto Sammarini, Domenico Mirabella, Senio Pratesi, Germano Ferri, Dino Leonetti, Silio Romagnoli und Anders Thorell eigene Phantom-Geschichten heraus.
Ab 1981 stellte der Bastei-Verlag auch selbst gezeichnete Phantom Stories von Peter Mennigen (* 1952) bei, zuletzt wurde vermehrt auf die Geschichten des Egmont-Verlages zurückgegriffen. Die besten Farbcover der Phantom-Hefte der deutschsprachigen Ausgaben des Bastei-Verlages besorgte von 1975 bis 1980 der spanische Zeichner Rafael López Espí (* 1937).
Ab 1983 wurden vorrangig Stories des Egmont Verlages und der schwedischen Produktion Fantomen im Bastei Verlag übernommen. Hier arbeiteten die Writer Norman Worker (* 1927, † 2005) und Donne Avenell (* 1925, † 1997) in den 1980er Jahren mit den Zeichnern Özcan Eralp (* 1935) und Bertil Wilhelmsson (* 11. November 1926, † 9. Juli 1992) zusammen. Später folgten qualitativ höherwertige Arbeiten der Storys Workers und Ulf Granbergs (* 1945) von den Zeichnern Kari Leppänen (* 1. September 1945), Jaime Vallvé Peralta (* 1928, † 2000) und Heiner Bade (* 1949).
Seit Juni 2022 erscheint im deutschen Verlag Zauberstern Comics ein neues Phantom-Magazin mit erstmals veröffentlichten Comic-Geschichten der skandinavischen Fantomet Reihe und der amerikanischen Moonstone Books. Als Texter fungieren hier vorrangig Mike Bullock und als Zeichner Silvestre Szilagyi, Roy Felmang, Antony Benny u. a.

## Film und Fernsehen
Es existieren verschiedene Kino- und Fernsehadaptionen des Phantoms:
- 1943: eine 15-teilige Kinoreihe mit Tom Tyler in der Hauptrolle.[2]
- 1955: eine nicht autorisierte 15-teilige Kinoreihe mit John Hart, in Adventures of Captain Africa umbenannt.[3]
- 1961: US-amerikanischer Fernsehfilm mit Roger Creed in der Hauptrolle.[4]
- 1968: The Red Mask (Kizil maske), türkischer Spielfilm mit Irfan Atasoy.[5]
- 1968: The Red Mask (Kizil maske), türkischer Spielfilm mit Ismet Erten.[6]
- 1971: The Vengeance of the Red Mask (Kizil maske'nin intikami), türkischer Spielfilm mit Levent Çakır.[7]
- 1972: Gastauftritt in dem Popeye-Film Popeye Meets the Man Who Hated Laughter.[8]
- 1986: In der Zeichentrick-Serie Defenders of the Earth – Die Retter der Erde war das Phantom eine der Hauptfiguren.
- 1994: Phantom 2040, eine 35-teilige US-amerikanische Trickfilmreihe über ein zukünftiges Phantom.[9]
- 1996: Das Phantom (1996) mit Billy Zane in der Hauptrolle.
- 2009: Das Phantom (2009) – die Welt hat einen neuen Helden, eine US-amerikanische Miniserie mit Ryan Carnes.

## Trivia
- Bangalla, das fiktive Pygmäen-Dschungelreich, lag ursprünglich am Rand Indiens, verlagerte sich später über Indonesien, Java und Sumatra nach Afrika (Madagaskar?). Postfachadresse von Mr. Walker ist (die Hauptstadt) Morristown. Bangalla wurde in frühen Geschichten Bengalli geschrieben.
- Mr. Walker und der „Wandelnde Geist“ könnten (im englischen Original) eine symbolhafte Wortspielerei für ein und dasselbe sein. Walker könnte auch der (amerikanisierte) Name des ursprünglichen, ersten Phantoms, des gestrandeten Schiffbrüchigen Kit Standish sein.
- Die Comicserie wurde bis zum Tod Falks 1999 von diesem geschrieben (Plots). In Australien wurden die kompletten Zeitungsstrips mittlerweile nachgedruckt.
- In Finnland erschien bzw. erscheint die Comicreihe unter dem Titel Mustanaamio, als schwarze Maske. In der Türkei heißt die Serie entsprechend rote Maske, Kizil Maske.
- In der australischen Fernsehserie Hey Dad! liest Nudge sehr gern diese Comics und ist davon überzeugt, dass es das Phantom wirklich gibt.
- 1985 wurde der Stoff von Peter Falck und Urban Wrethagen als Musical adaptiert und unter dem Titel The Phantom Musical (Fantomenusikalen) in Stockholm aufgeführt.[10][11]